# Tar Csatár
Tar Csatár (Nagyvárad, 1836. szeptember 8. – Kaposvár, 1883. március 15.) Kaposvár kulturális életének egyik fontos alakja, az első kaposvári óvoda első vezetője volt, korábban színészkedéssel, színművek írásával és fordításával is foglalkozott.

## Élete
Iskoláit szülővárosában és Debrecenben végezte. Szigorú, református nevelésben részesült, és bár szülei azt szerették volna, ha a papi hivatást választja, ehelyett vándorszínész lett. Számos magyar városban szerepelt, sőt, egyszer Bukarestbe is eljutott, az út során azonban a Kárpátokban rablók fosztották ki társulatát. Szép hangját egy gégebetegség következtében elvesztette, ez pedig hátráltatta a színészkedésben. Bukarestből hazatérve Székesfehérváron, Kiskunhalason és Munkácson is járt, és amellett, hogy népszínműveket írt és francia vígjátékokat fordított le, egyre többet kezdett foglalkozni a kisgyermekek nevelésének gondolatával, az óvodaszervezéssel is. 1871-ben költözött Kaposvárra, ahol haláláig élt.
Kaposvár első óvodája 1871-ben vagy 1872-ben nyílt meg a mai Zárda és Kontrássy Ferenc utcák találkozásánál, ennek az óvodának lett az első vezetője Tar Csatár. Bár ilyen irányú végzettsége nem volt, a kortársak szerint mégis nagy hozzáértéssel űzte munkáját. Fontosnak tartotta a játékot, az anyanyelven történő nevelést, a testedzést, az éneket és a táncot is: gyakran ő maga kísérte hegedűn a gyermekek énekét. Nem alkalmazott testi fenyítést, és távol állt tőle bármilyen megkülönböztetés, legyen az akár társadalmi, akár vallási alapú. Felesége, Szabó Eszter szintén színésznő volt, de szintén kisdedóvóvá vált.
Amikor 1874. október 29-én Trefort Ágoston vallás- és közoktatásügyi miniszter Kaposvárra látogatott, felkereste az óvodát is, amely nagyon megtetszett neki. Tar Csatárnak kézfogással gratulált, emellett eldöntötte, hogy segélyben fogja részesíteni az óvodát. Látogatása befejeztével a miniszter ezt írta Somssich Pálnak: „a nevelés koronája és gyöngye Kaposvárott a kisdedóvodában található fel”.)
Tar Csatár más formában is részt vállalt a kaposvári közéletben. Ő alapította a fiatal iparosok önképző és betegsegélyező egyletét, igazgatója volt az 1875. október 31-én megalakult Kaposvári Állandó Műkedvelő Társaságnak, és '48-as elkötelezettségű újságot is írt: ő volt a szerkesztője a Balpárt nevű helyi függetlenségi szellemű lapnak. Amikor 1878. március 28-án Blaha Lujza a kaposvári Vármegyeházára látogatott, hogy ott színielőadást tartson, amelynek bevételéből a helyi óvodát segítik, az előadott darabot Tar Csatár rendezte.
1883. március 15-én hunyt el Kaposváron. Temetésén a kellemetlen idő ellenére sok tisztelője vett részt, a gyászkocsit tűzoltók és fáklyát vivő iparosok kísérték.

## Emlékezete
1885 őszén közadakozásból emlékkövet állítottak Keleti temetőben található sírjára. A síremlék ma is látható. Ma Kaposvár központi óvodája az ő nevét viseli.